# Žalm 105
Žalm 105 („Chválu vzdejte Hospodinu a vzývejte jeho jméno“, v Septuagintě dle řeckého číslování žalm 104) je biblický žalm. Nosným obsahem je oslava Hospodinových činů. Prvních 14 veršů se kryje s textem z Knihy kronik, kde je uvedeno, že tato a další slova svěřil král David pěvci Asafovi a jeho druhům, aby je zpívali před schránou smlouvy. Těchto 14 počátečních veršů je v židovské liturgii nedílnou součástí ranní modlitby v části zvané Psukej de-zimra („Verše písní“). V době, kdy schrána úmluvy ještě spočívala v přenosném svatostánku, byly podle hebrejského spisu „Seder olam raba“ tyto verše čteny každý den při ranní oběti.